# Кравченко, Валерий Павлович
Вале́рий Па́влович Кра́вченко (1 марта 1945, Монголия — 6 ноября 2000, Санкт-Петербург, Ленинградская область, Россия) — советский и российский актёр кино и телевидения, актёр дубляжа.

## Биография
Родился 1 марта 1945 года в Монголии, где проживала в эвакуации его семья. После окончания Великой Отечественной войны семья переехала в Бобруйск.
В 1961 году стал чемпионом Белоруссии по боксу среди юниоров. Вскоре после этого решил связать свою жизнь с искусством и поехал в Ленинград поступать в театральное училище.
Впервые на экране Валерий Кравченко появился в 1965 году в короткометражном фильме «Улыбка».
В 1966 году окончил Ленинградский государственный институт театра, музыки и кинематографии (ныне — РГИСИ, курс З. Я. Корогодского).
Дебютировал в большом кино в 1966 году, в эпизоде фильма «Не забудь… станция Луговая». Снялся более чем в 100 фильмах и сериалах, много работал как актёр дубляжа. Его голосом говорят герои Шона Коннери в картинах «Скала» и «Западня».
Одна из последних работ — роль водителя Иваныча в сериале «Улицы разбитых фонарей».
Скончался 6 ноября 2000 года в Санкт-Петербурге на 56-м году жизни от сердечного приступа. Похоронен на Ковалёвском кладбище в Санкт-Петербурге. В последний путь пришли проводить артисты сериала «Улицы разбитых фонарей».

## Фильмография

### Актёрские работы
| Год       |     | Название                                            | Роль                                                               |
| --------- | --- | --------------------------------------------------- | ------------------------------------------------------------------ |
| 1966      | ф   | Не забудь… станция Луговая                          | эпизод                                                             |
| 1968      | ф   | Всего одна жизнь                                    | слушатель доклада                                                  |
| 1968      | тф  | Кориолан                                            | Имя персонажа не указано                                           |
| 1973      | тф  | Чтобы быть счастливым!                              | Валентин Матросов, арматурщик                                      |
| 1974      | ф   | Ещё можно успеть                                    | Горбачёв                                                           |
| 1975      | ф   | Центровой из поднебесья                             | Имя персонажа не указано                                           |
| 1976      | мтф | Строговы                                            | Тимофей Залётный                                                   |
| 1976      | ф   | Пока стоят горы                                     | Имя персонажа не указано                                           |
| 1976      | ф   | Если я полюблю                                      | Веня, рабочий экспедиции                                           |
| 1977      | ф   | Девочка, хочешь сниматься в кино?                   | оператор                                                           |
| 1978      | тф  | Комедия ошибок                                      | посетитель трактира                                                |
| 1979      | ф   | Вторая весна                                        | водитель-колхозник                                                 |
| 1980      | ф   | Личной безопасности не гарантирую…                  | Грач, бандит                                                       |
| 1981      | тф  | 20 декабря                                          | Евсеев                                                             |
| 1981—1981 | с   | Государственная граница, фильм 2-й                  | Семён                                                              |
| 1983      | ф   | Пацаны                                              | папаша                                                             |
| 1984      | ф   | Каждый десятый                                      | Минька Коромыслов, брат Мизинчика                                  |
| 1984      | ф   | Колье Шарлотты                                      | майор милиции                                                      |
| 1984      | ф   | Макар-следопыт                                      | Михаил, дядя Егорки, «красные»                                     |
| 1984      | ф   | Челюскинцы                                          | Эрнст Кренкель, радист                                             |
| 1985      | тф  | Снегурочку вызывали?                                | скоморох / театральный актёр                                       |
| 1985      | ф   | Сон в руку, или Чемодан                             | каменщик                                                           |
| 1986      | ф   | Прорыв                                              | Морозов, машинист шахтного электровоза                             |
| 1986      | ф   | Золотая пуговица                                    | начальник на свалке металлолома                                    |
| 1986—1988 | с   | Жизнь Клима Самгина                                 | Александр Судаков, анархист                                        |
| 1986      | тф  | При открытых дверях                                 | сотрудник завода                                                   |
| 1987      | ф   | Приказ                                              | майор Лесников                                                     |
| 1987      | ф   | Везучий человек                                     | бывший муж Зины                                                    |
| 1987      | ф   | Три лимона для любимой                              | пассажир в буфете аэропорта                                        |
| 1988      | ф   | Ожог                                                | друг Василия                                                       |
| 1988      | ф   | Вы чьё, старичьё?                                   | человек в очереди                                                  |
| 1988      | ф   | Фонтан                                              | рабочий, подпирающий крышу                                         |
| 1989      | ф   | Операция «Вундерланд»                               | Варгин, лейтенант-артиллерист                                      |
| 1989      | ф   | Камышовый рай                                       | Сыра-Пыра, хозяин лагеря, старый знакомый Кеши                     |
| 1989      | ф   | Караул                                              | Хорьков, осужденный                                                |
| 1989      | ф   | Нечистая сила                                       | «Врубель», пахан на зоне                                           |
| 1990      | ф   | Анекдоты                                            | «князь»                                                            |
| 1990      | ф   | Гамбринус                                           | Имя персонажа не указано                                           |
| 1990      | ф   | Затерянный в Сибири                                 | Имя персонажа не указано                                           |
| 1991      | ф   | Призрак                                             | Толик Самохвалов «Партайгеноссе»                                   |
| 1991      | ф   | Миф о Леониде                                       | Глеб Иванович, сотрудник НКВД                                      |
| 1991      | ф   | Хмель. Фильм второй. Исход                          | Имя персонажа не указано                                           |
| 1991      | ф   | Чича                                                | военный (роль озвучивал Игорь Ефимов)                              |
| 1992      | ф   | Странные мужчины Семёновой Екатерины                | Имя персонажа не указано                                           |
| 1992      | ф   | Удачи вам, господа!                                 | Сотрудник УБОП                                                     |
| 1992      | ф   | Большой капкан, или Соло для кошки при полной Луне  | Имя персонажа не указано                                           |
| 1992      | мтф | Рэкет                                               | Олег Павлович Дегтярь, директор мясокомбината                      |
| 1993      | ф   | Окно в Париж                                        | учитель физкультуры (роль озвучил другой актёр)                    |
| 1993      | ф   | Путешествие в счастливую Аравию                     | лейтенант милиции                                                  |
| 1993      | ф   | Сотворение Адама                                    | Имя персонажа не указано                                           |
| 1993      | ф   | Ты у меня одна                                      | швейцар в гостинице «Астория»                                      |
| 1993      | ф   | Акт                                                 | Имя персонажа не указано                                           |
| 1993      | ф   | Тюремный романс                                     | вертолетчик                                                        |
| 1994      | ф   | Русская симфония                                    | пассажир поезда до Куликовского поля, проходил через тамбур поезда |
| 1994      | ф   | Полигон-1                                           | Имя персонажа не указано                                           |
| 1994      | ф   | Колечко золотое, букет из алых роз                  | Имя персонажа не указано                                           |
| 1994      | ф   | Любовь, предвестие печали…                          | водитель                                                           |
| 1995      | ф   | Всё будет хорошо                                    | Андрей Самсонов                                                    |
| 1995      | ф   | Четвёртая планета                                   | алкаш, убийца Тани                                                 |
| 1997      | ф   | Рэкет 2                                             | Олег Павлович Дегтярь, директор мясокомбината                      |
| 1997      | ф   | История про Ричарда, Милорда и прекрасную Жар-птицу | Имя персонажа не указано                                           |
| 1997—1998 | с   | Улицы разбитых фонарей                              | Иваныч, водитель милицейского УАЗа                                 |
| 1998      | ф   | Я первый тебя увидел                                | дядя Паша                                                          |
| 1998—1999 | с   | Агент национальной безопасности                     | Жора Челкаш (серия «Транзит»)                                      |
| 2000      | ф   | Выход                                               | слесарь                                                            |
| 2000      | с   | Империя под ударом                                  | дворник                                                            |

### Озвучивание фильмов
| Год  |    | Название                | Роль                                              |
| ---- | -- | ----------------------- | ------------------------------------------------- |
| 1985 | ф  | Иди и смотри            | Косач, командир партизанского отряда              |
| 1987 | ф  | Три лимона для любимой  | пассажир самолёта                                 |
| 1987 | ф  | Заклятие долины змей    | Морино                                            |
| 1988 | тф | Собачье сердце          | Пеструхин                                         |
| 1989 | ф  | Кончина                 | Лёха, шофер (роль Сергея Паршина)                 |
| 1991 | ф  | Лох — победитель воды   | бандит                                            |
| 1990 | ф  | Клещ                    | Адиль Ахтанов, капитан милиции по прозвищу "Клещ" |
| 1991 | ф  | Хмель                   | праведник Третьяк                                 |
| 1991 | ф  | Гений                   | "Мармон", охранник Принца                         |
| 1992 | ф  | Смертельное оружие 3    | Роджер Мерта                                      |
| 1992 | ф  | Комедия строгого режима | майор, начальник ИТУ № 7                          |
| 1992 | ф  | Непрощённый             | Нэд Логан                                         |
| 1994 | ф  | Русский транзит         | роль Владимира Илларионова                        |
| 1996 | ф  | Скала                   | агент Джон Патрик Мэйсон (Шон Коннери)            |
| 1997 | ф  | Чужой: Воскрешение      | Джонер                                            |
| 1998 | ф  | Горько!                 | бандит с гитарой                                  |
| 1998 | ф  | Маска Зорро             | Дон Диего де ла Вега / Зорро                      |
| 1998 | мф | Мулан                   | Яо                                                |
| 1998 | мф | Приключения Флика       | Так                                               |
| 1999 | ф  | Западня                 | Роберт Макдугал                                   |